# Joshua Hassan
Sir Joshua Hassan (Gibilterra, 21 agosto 1915 – Gibilterra, 1º luglio 1997) è stato un politico britannico.
Soprannominato "Salvador" (Salvatore), fu primo sindaco dal 1955 al 1969 e primo Chief Minister di Gibilterra dal 1964 al 1969 e nuovamente dal 1972 al 1987.

## Biografia
È considerato oggi la figura chiave del movimento dei diritti civili a Gibilterra e ha svolto un ruolo fondamentale nella creazione delle istituzioni di autogoverno del territorio gibilterriano.
Fu l'artefice e il promotore principale del referendum del 10 settembre del 1967 con il quale i gibilterriani decisero la sovranità britannica sulla Rocca di Gibilterra, evento oggi commemorato, fra l'altro, con il Gibraltar National Day, la festa nazionale del Territorio di Gibilterra.
Sua figlia Marlene Hassan-Nahon è stata eletta in parlamento nel 2015.